# Glinice
Glinice is een plaats in de gemeente Cetingrad in de Kroatische provincie Karlovac. De plaats telt 67 inwoners (2001).